# 共同犯罪 (中华人民共和国)
根据《中华人民共和国刑法》第二十五条的规定，共同犯罪是指二人以上共同故意犯罪。若二人以上共同过失犯罪，则不构成共犯。

## 立法理念
中国的传统刑法理论持有构成犯罪四要素体系，根据四要素体系（客体、客观方面、主体、主观方面），构成共同犯罪需要具备三个条件：两人以上、有共同犯罪的行为和共同犯罪的故意。这样的共犯理论不区分不法事实和责任，且不考察共犯人的行为结果之前的因果性。根据犯罪的阶层理论，违法与责任都是犯罪的实体。在考量共同犯罪时，仅将其看作是一种违法形态。

## 共同正犯
指共同犯罪中，对犯罪行为其主要作用的人。

## 从犯

### 教唆犯
指唆使、引诱、威逼他人犯罪的人，按照中国法律应予以从重处罚。

### 帮助犯
在共同犯罪中，帮助正犯实行犯罪的人即成立帮助犯，是《刑法》第二十七条规定的从犯中的一种。对于从犯，应当从轻、减轻处罚或者免除处罚。
帮助犯的行为方式可以分为作为方式和不作为方式，而帮助的内容包括物理性的帮助以及心理性的帮助。
当帮助犯在刑法分则中被正犯化后，如“资助恐怖活动罪”，便不再使用第二十七条对从犯的规定，这些称为帮助犯的绝对正犯化。此外还有帮助犯的相对正犯化，即需要判断帮助行为是否值得处罚。刑法第三百五十八条第四款规定的协助组织卖淫罪即是其中之一。

#### 特殊规定
- 资助危害国家安全犯罪活动罪：境内外机构、组织或者个人资助境内组织或者个人实施“勾结外国，危害中华人民共和国的主权、领土完整和安全”，“组织、策划、实施、煽动分裂国家、破坏国家统一”，”组织、策划、实施武装叛乱或者武装暴乱“，”组织、策划、实施颠覆国家政权、推翻社会主义制度“犯罪的，对直接责任人员，处五年以下有期徒刑、拘役、管制或者剥夺政治权利；情节严重的，处五年以上有期徒刑。[4]
- 资助恐怖活动罪：资助恐怖活动组织或者实施恐怖活动的个人的，处五年以下有期徒刑、拘役、管制或者剥夺政治权利，并处罚金；情节严重的，处五年以上有期徒刑，并处罚金或者没收财产。[5]
- 在法律规定的国家考试中，为他人实施组织作弊的犯罪提供作弊器材或者其他帮助的，依照刑法第二百八十四条的规定处罚。规定为“组织作弊的，处三年以下有期徒刑或者拘役，并处或者单处罚金；情节严重的，处三年以上七年以下有期徒刑，并处罚金”。[6]
- 明知他人利用信息网络实施犯罪，为其犯罪提供互联网接入、服务器托管、网络存储、通讯传输等技术支持，或者提供广告推广、支付结算等帮助，情节严重的，处三年以下有期徒刑或者拘役，并处或者单处罚金。[7]
- 协助组织卖淫罪：协助组织他人卖淫的，处五年以下有期徒刑，并处罚金；情节严重的，处五年以上十年以下有期徒刑，并处罚金。[8]